# العظم السنعي الخامس
العظم السِنعي الخامس (العظم السنعي للخنصر) هو ثاني أقصر عظم من العظام السنعية.